# Humulus
Humulus L., 1753 è un genere di piante della famiglia Cannabaceae.

## Tassonomia
Il genere comprende le seguenti specie:
- Humulus americanus Nutt.
- Humulus cordifolius Miq.
- Humulus lupulus L. - luppolo
- Humulus neomexicanus (A.Nelson & Cockerell) Rydb.
- Humulus pubescens (E.Small) Tembrock
- Humulus scandens (Lour.) Merr.
- Humulus yunnanensis Hu